# 아엘리타 앤드리
아엘리타 앤드리(Aelita Andre, 2007년 1월 9일 ~ )는 오스트레일리아의 화가이다. 2살 때 그림을 그리며 수많은 사람들이 그녀의 그림을 좋아했다.